# Enajstkotnik
Enájstkotnik (s tujko tudi hendekagon iz grških besed hendeka, kar pomeni enajst in gon- kar pomeni kot) je mnogokotnik z 11-timi stranicami, 11-timi oglišči in 11-timi notranjimi koti.

## Pravilni enajstkotnik
Pravilni enajstkotnik ima notranje kote enake 147.27 stopinj. 
Ploščina enajstkotnika je:
{\displaystyle p={\frac {11}{4}}a^{2}\operatorname {ctg} \,{\frac {\pi }{11}}\simeq 9,36564\,a^{2}\!\,.}
Enajstkotnika ne moremo narisati z geometrijsko konstrukcijo.

## Hendekagrami
Enajstkotnik je obseg štirih pravilnih hendekagramov 

## Petriejevi mnogokotniki
Pravilni enajstkotnik je Petriejev mnogokotnik za 10-razsežne uniformne politope družine simpleksov projicirane v poševni ortogonalni projekciji.
| 10-simplex | Dopolnjeni 10-simplex | Dvojno dopolnjeni 10-simplex | Trojno dopolnjeni 10-simplex | Štirikratno dopolnjeni 10-simplex |